# Пожиратели призраков
Category: Freaks. Пожиратели призраков (яп. カテゴリ:フリークス Катэгори: Фури:кусу, от англ. «Category: Freaks») — манга Сакурако Гокуракуин, публиковавшаяся в сэйнэн-журнале Comic Birz с 2002 года. В России лицензирована компанией Комикс-Арт.
Drama CD по мотивам сюжета был выпущен 25 апреля 2007 года.

## Сюжет
Действие сюжета разворачивается вокруг Бюро расследований паранормальных явлений, директор которого, Асаги Нанами, сам не являясь человеком, активно борется с фриками, существами, обладающими паранормальными способностями.

## Персонажи
- Асаги Нанами

Директор Бюро расследований паранормальных явлений, ему более 70 лет. Имеет странный характер, может перевоплощаться в девушку. Обычно одевается в деловые костюмы. Часто курит и издевается над Амано из-за того, что тот сначала принял Асаги за девушку и влюбился в неё. По его инициативе Махимэ и Токико одеваются в костюмы горничных. Не очень любит других Противостоящих. Злится, когда кто-то из его подчинённых обсуждает что-то пошлое.
Сэйю — Акира Исида (Drama CD).
- Наоки Амано

18-19 лет. Единственный человек (с точки зрения происхождения) в Бюро. Студент, подрабатывает в «Бюро расследований паранормальных явлений Нанами» бухгалтером и присматривает за Токико, очень недоволен своей зарплатой и не раз просил Асаги платить ему побольше. Работает там «из-за простого человеческого любопытства» и из-за Асаги (в частности из-за того случая, когда Асаги в роли девушки познакомился с Амано и влюбил его в себя). Всегда смущается по любому поводу, пользуется популярностью у девушек. Часто спорит с Асаги.
Сэйю — Дайсукэ Оно (Drama CD).
- Токико

Симпатичная девушка, занимающаяся в Бюро работой по очистке трупов после того как над ними «поработал» Асаги. Предпочитает одеваться в стиле лолиты. Очень любит кусать людей и пожирать фриков. Практически не говорит, а если и говорит, то только «Фрик-ням!» и «Ням-ням!». Её возраст также более 70 лет, работает она с Асаги всю свою жизнь.
Сэйю — Юкари Тамура (Drama CD).
- Махимэ Ёсино/Яхиро

18 лет. Махимэ — помощница в офисе; Яхиро — её альтер эго, которое Махимэ вызывает в случае опасности и летом (лето Махимэ не любит, так как это навевает ей плохие воспоминания). Почти всё время носит очки и костюм горничной. Всё время смущается по любым поводам. Очень счастлива работать в «Бюро расследований паранормальных явлений Нанами», где является помощницей Асаги Нанами.
Сэйю — Хоко Кувасима (Drama CD).
- Идзуми

Изначальный напарник Асаги Нанами. Всё время улыбается. Приглядывает за Нанами, чтобы он не убивал людей. Может сливаться со своим напарником для повышения его силы. При слиянии выглядит как большой красный говорящий глаз.